# زیباترین خداحافظی دنیا
زیباترین خداحافظی دنیا (کره‌ای: 세상에서 가장 아름다운 이별) یک مجموعهٔ تلویزیونی کره جنوبی سال ۲۰۱۷ با بازی وون می-کیونگ، چوی جی-وو، کیم یونگ اوک و چوی مین هو است. این مجموعه، بازسازی مجموعه تلویزیونی سال ۱۹۹۶ شبکه ام‌بی‌سی با همین نام است. زیباترین خداحافظی دنیا از ۹ تا ۱۷ دسامبر ۲۰۱۷، روزهای شنبه و یکشنبه ساعت ۲۱۰۰ (کی‌اس‌تی) از تی‌وی‌ان برای ۴ قسمت پخش شد.

## تولید
این مجموعه همکاری دوباره کارگردان هونگ جونگ چان و نویسنده نو هی کیونگ است که پیش از این در دوستان عزیز من همکاری کرده بودند.